# Itterburgen
Itterburgen ist eine seit dem Mittelalter verwendete Bezeichnung für drei Burgen, die teils nacheinander, teils zeitgleich im Raum zwischen den Ortsteilen Thalitter und Dorfitter (der heutigen Großgemeinde Vöhl) im Ittertal bzw. östlich davon lagen und zum ehemaligen Ittergau gehörten. Namensgebend waren ihre Erbauer, die Herren von Itter. Die drei Burgen waren:
- die Itterburg bei Thalitter
- die Steuerburg, ehemalige Vorburg, später eigenständige Burg nördlich der Itterburg
- die abgegangene Obere Burg Itter beim heutigen Ortsteil Obernburg als wahrscheinlich erste der Itterburgen

Die Itterburgen
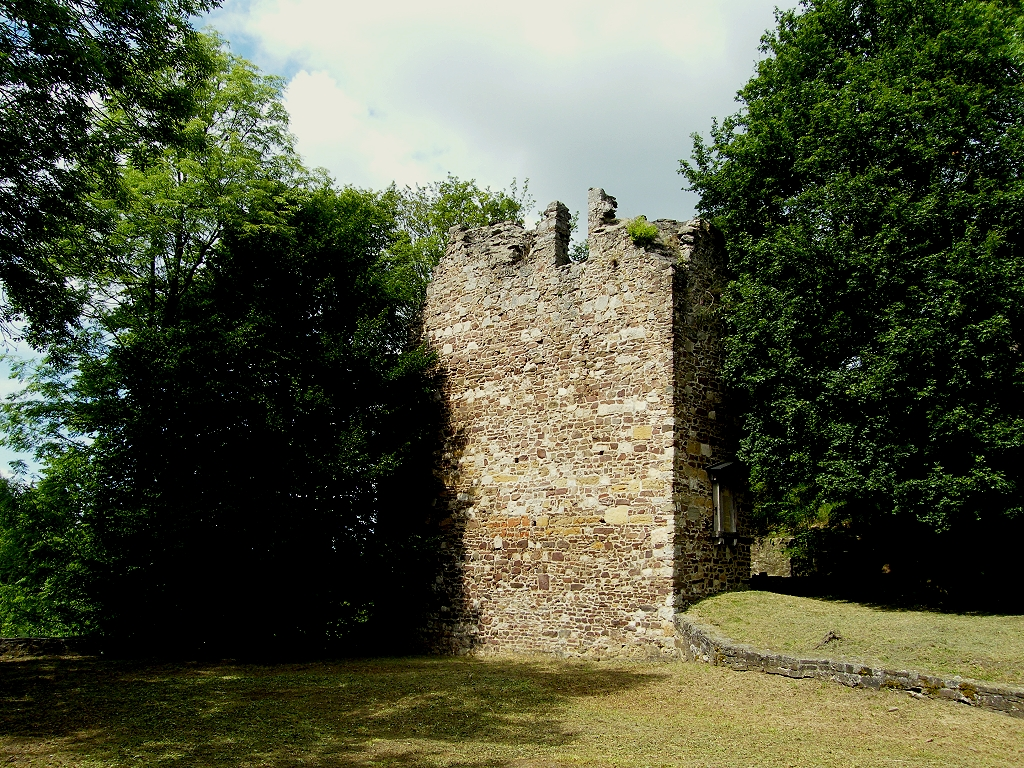
Die Reste der eigentlichen Itterburg
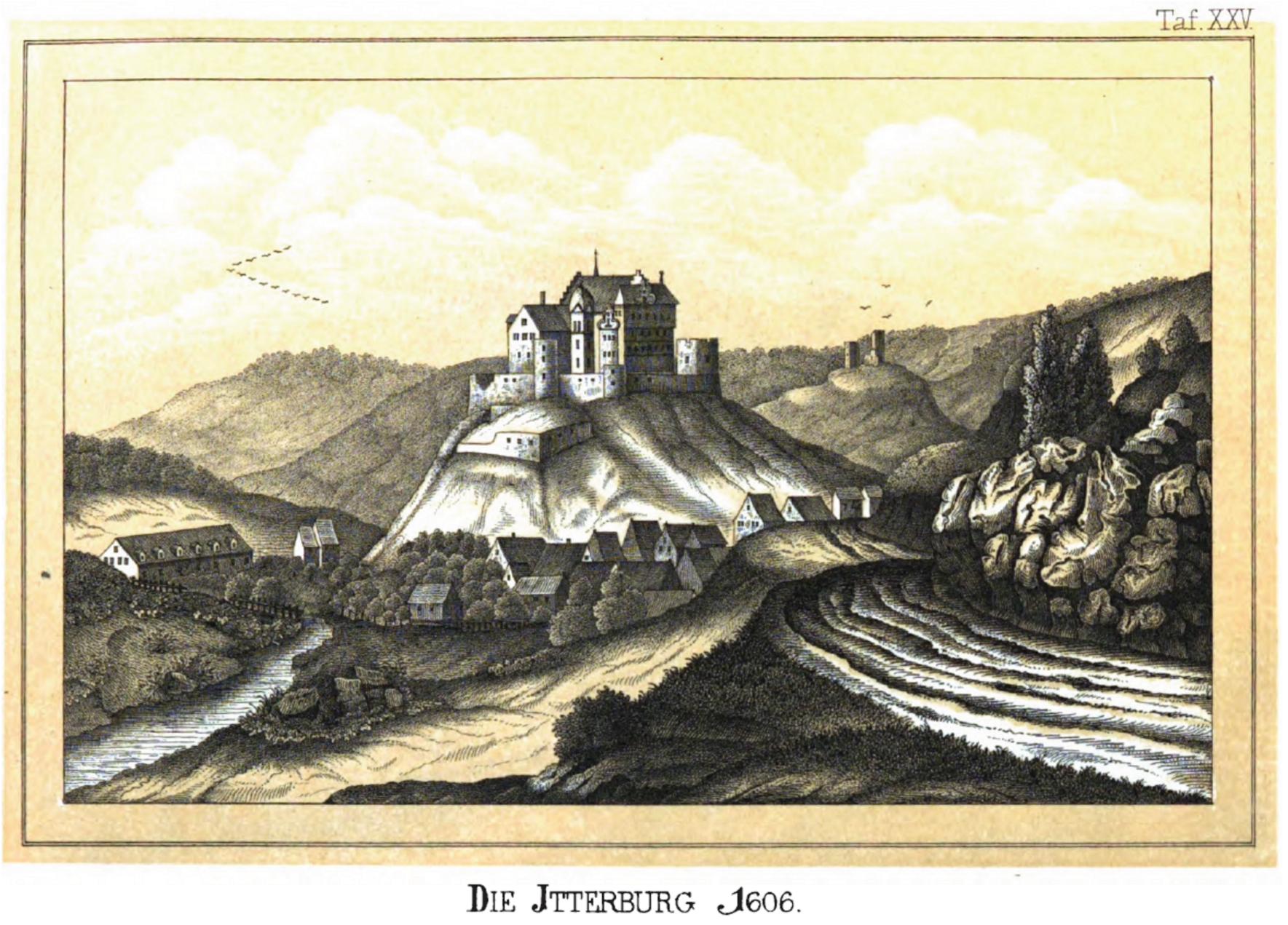
Zwei der Itterburgen um 1606: im Vordergrund über dem Dorf Thalitter die Itterburg, hinten rechts die Ruinen der Steuerburg
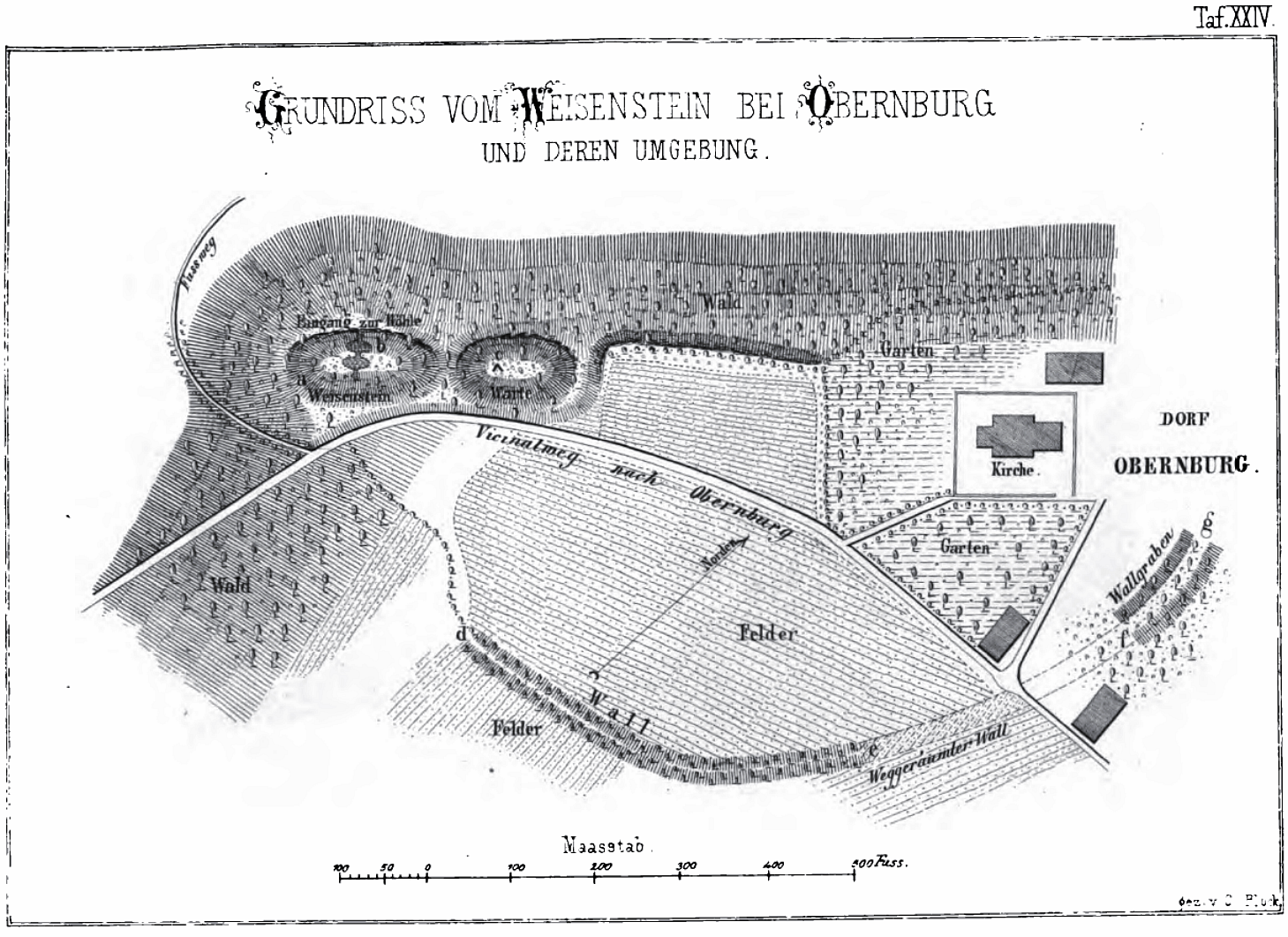
Grundriss der Reste der Oberen Burg Itter um 1850

## Anmerkung
Die späteren Besitzer der Herrschaft Itter, die Herren Wolff von Gudenberg, bauten später das nur etwa zwei Kilometer östlich der Oberen Burg Itter liegende heutige Hofgut Lauterbach und das Schloss Vöhl und verlegten ihre Residenz dorthin. Die beiden Schlösser in Lauterbach und Vöhl waren in der Folge auch die Residenzen der kurzzeitig bestehenden Herrschaft Hessen-Itter, einem Paragium, wurden aber nie zu den Itterburgen gezählt.